# 香港島專線小巴21A線
香港島專線小巴21A線是香港一條來往銅鑼灣和勵德邨的小巴路線，由唯峰國際有限公司營運。

## 簡介及歷史
本路線提供勵德邨往來銅鑼灣的專線小巴服務，原為21號線的短程班次，於1982年8月22日起投入服務，1985年5月31日起配合地鐵港島線（現稱港鐵港島線）柴灣至金鐘段通車與主線一起改稱21M。後來為方便居民識別，短程班次於1994年起正名為21A。
本線主要方便勵德邨居民往來銅鑼灣及接駁港鐵，同時方便往來真光中學上下課的學生，客量一直保持高水平。

## 小資料
由於本路線的總站勵德邨，按區議會地區分界是屬於東區的天后選區（C16），因此本路線實際上是跨區專線小巴路線，但不少市民誤以為勵德邨屬灣仔區，主要因為勵德邨剛好是在勵德邨道以東，處於灣仔區及東區之間的區界。不過，隨著政府於2013年10月22日向立法會提交《2013年區議會條例（修訂附表1及3）令》，將天后選區（C16）及維園選區（C18）由東區撥入灣仔區，以落實在第五屆區議會調整東區與灣仔的地方行政區分界。修訂已於2014年1月22日於立法會獲得通過，將於2016年第五屆區議會運作時生效，勵德邨總站屆時歸入灣仔區，本路線亦因而改為區內路線。

## 行車路線及收費
全程收費：$4.2(無任何分段收費)
| 銅鑼灣開 | 銅鑼灣開             | 銅鑼灣開       | 勵德邨開 | 勵德邨開             | 勵德邨開       |
| 序號     | 主要車站位置         | 街道           | 序號     | 主要車站位置         | 街道           |
| -------- | -------------------- | -------------- | -------- | -------------------- | -------------- |
| 1        | 蘭芳道總站(利園一期) | 蘭芳道         | 1        | 勵德邨小巴總站       | 勵德邨小巴總站 |
| 2        | 嘉蘭中心             | 邊寧頓街       | 2        | 勵德邨邨榮樓         | 勵德邨道       |
| 3        | 聖保祿學校           | 銅鑼灣道       | 3        | 勤屋                 | 大坑道         |
| 4        | 豪園                 | 大坑道         | 4        | 光明臺               | 大坑道         |
| 5        | 光明臺               | 大坑道         | 5        | 豪園                 | 大坑道         |
| 6        | 勤屋                 | 大坑道         | 6        | 香港中央圖書館       | 摩頓臺         |
| 7        | 勵德邨小巴總站       | 勵德邨小巴總站 | 7        | 摩頓台(維多利亞公園) | 高士威道       |
|          |                      |                | 8        | 蘭芳道總站(利園一期) | 蘭芳道         |

## 服務時間
每日銅鑼灣開：06:00-21:00(3-9分鐘一班)、21:00-00:03(7-12分鐘一班)

## 外部連結
- 681 巴士總站 V2：港島區專線小巴21A線 （页面存档备份，存于）
- 小巴薈：港島區專線小巴21A線 （页面存档备份，存于）